# Volcanalia
Pour l’article homonyme, voir Volcanalia (insecte).
Les Volcanalia ou Vulcanalia sont une fête religieuse romaine célébrée à Rome en l'honneur de Vulcain, divinité du feu, à la fin de l'été, le 23 août. Elle marquait la fin de la période de Canicule. Un rite des Volcanalia consistait à jeter des petits poissons vivants dans le feu.

## Déroulement

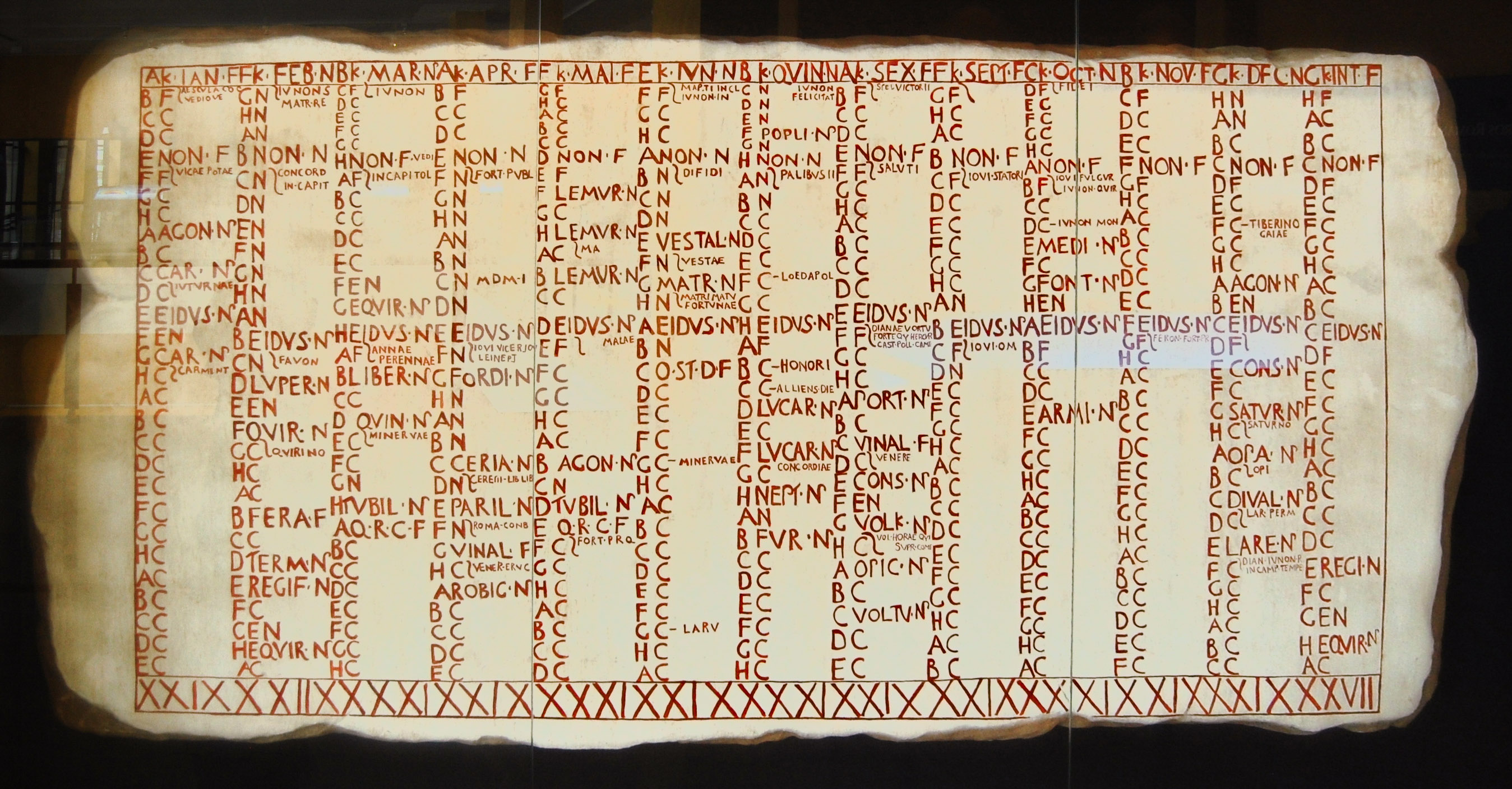
Reproduction du calendrier des Fasti Antiates maiores Fêtes notées sur le mois de Sextilis (ancien nom du mois d'août) : VOLK (Volcanalia).

La date des Volcanalia, le dixième jour avant les calendes de septembre (soit le 23 août), figure sur plusieurs calendriers, dont certains nous sont parvenus, plus ou moins fragmentaires : diverses inscriptions lapidaires et les Fasti Antiates maiores. Les Volcanalia marquent le fin de la période de la Canicule qui commençait avec la fête des Neptunalia, le 23 juillet. Après ce mois de fortes chaleurs, la nature est desséchée et les récoltes sont engrangées, le risque d'incendie est grand, la fête des Volcanalia est là, selon Dumézil, pour conjurer les risques d'incendie.
Un rituel insolite est indiqué par Varron « Volcanalia, fête de Vulcain, pendant laquelle le peuple jette des animaux dans les flammes pour obtenir la protection du dieu ». Le rapprochement avec une définition de Festus Grammaticus, quoique peu compréhensible et peut-être lacunaire, permet de préciser que ces animaux sont des poissons pêchés dans le Tibre, destinés à l'area Volcani « parce que cette sorte de  petits poissons vivants est offert à ce dieu à la place d'âmes humaines ».
Ce rituel de sacrifice de poissons est exceptionnel à Rome, plusieurs explications ont été proposées pour l'expliquer. William Warde Fowler rappelle qu'un poisson nommé maena est offert à la déesse du silence Tacita et aux esprits lors des fêtes funéraires de Parentalia, ce qui serait similaire à l'offrande faite à Vulcain. Jérôme Carcopino et Jules Toutain voient Vulcain comme le dieu du Tibre ou comme une divinité aquatique, qui recevrait naturellement des victimes aquatiques. Mais Vulcain n'est ni un dieu des morts, ni un dieu du Tibre.
Le comparatiste Georges Dumézil rapproche cette immolation de poissons par le feu d'un épisode du védisme indien, dans lequel le dieu du feu Agni, équivalent de Vulcain, est dénoncé par un poisson alors qu'il se cachait dans les eaux, et le maudit « que les gens te tuent par n'importe quel moyen ». Le Mahabharata contient un épisode similaire, où un dieu du feu caché dans l'Océan est dénoncé par les poissons. Le récit indien unissant eau, feu et poisson, semble avoir un écho à Rome, et permet d'imaginer le sens d'un mythe, s'il a existé, que les Romains ne connaissaient plus.

## Diffusion des Volcanalia
Le culte de Vulcain se diffuse grâce à l'implantation de citoyens romains dans les provinces. L'exemple le plus ancien est connu par une inscription de la colonie romaine de Narbo Martius, datant du Ier siècle av. J.-C.. Les préteurs duumvirs de la colonie font édifier un autel, une aire entourée d'une enceinte et un vivier (piscina). La présence de ce vivier, clairement associé à l'autel de Vulcain, démontre l'importation dans la colonie provinciale de la célébration des Volcanalia dans sa forme traditionnelle, avec l'offrande des poissons.
D'autres inscriptions, d'époque impériale, témoignent de l'implantation officielle du culte de Vulcain dans les cités de Dea Augusta Vocontiorum (Drôme)) et de Condevincum (Nantes).

## Évolution sous l'Empire
Un second autel dédié au culte de Vulcain à Rome est inauguré en 86 par Domitien près du Quirinal, en acquittement du vœu que fit Néron à la suite du grand incendie de 64 et non encore honoré. Une inscription épigraphique commémore cette fondation et prescrit que le préteur responsable du quartier fera lors des Volcanalia le sacrifice d'un verrat et d'un jeune taureau.
Une autre coutume est signalée par Paulin de Nole (mort en 431), qui qualifie de superstition blâmable une coutume des petites gens, qui pendent des vêtements (ou des tissus) au soleil lors des Volcanalia.